# نيكولاس ثاتشر
نيكولاس جيلمان ثاتشر (20 أغسطس 1915 - 11 مارس 2002) كان دبلوماسيًا للولايات المتحدة.

## حياته الشخصية والمهنية
ولد في كانساس سيتي بولاية ميسوري في عام 1915 لجون هاميلتون ثاتشر وإديث جيلمان ثاتشر. كان لديه أخ أكبر اسمه جون جونيور، وأخت وهي الكاتبة إديث ثاتشر هيرد. التحق ثاتشر بكلية لورنسفيل في نيوجيرسي وتخرج من جامعة برينستون بشهادة في الاقتصاد. بعد التخرج من جامعة برينستون، عمل ثاتشر لدى Bankers Trust  وعمل في الوقت نفسه على شهادة في القانون من جامعة فوردهام. التحق بمدرسة تدريب الضباط وخدم على متن حاملة الطائرات الأمريكية بنساكولا خلال الحرب العالمية الثانية. وقد خرج من البحرية في يناير 1946.

## مسيرته الدبلوماسية
انضم ثاتشر إلى وزارة الخارجية الأمريكية في عام 1947. خدم في كراتشي وجدة وكلكتا وطهران حيث كان نائبًا لسفير إيران. تم تعيينه سفيرا للولايات المتحدة في المملكة العربية السعودية في 8 سبتمبر 1970 وتقاعد في 19 سبتمبر 1973.

## تقاعده
في التقاعد، انتقل ثاتشر إلى سان فرانسيسكو وعمل مع ويلز فارغو. كما حاضر في جامعة ستانفورد.
تزوج ثاتشر من جان لويز نافزيجر وهي ابنة هوارد كريستيان نافزيجر ولويز ماكنير نافزيجر من عام 1947 حتى تُوفي في عام 2002 من التليف الرئوي.  وزوجته توفيت في عام 2010. 